# Río Fortes
Der Río Fortes ist ein ca. 50 km langer südlicher Nebenfluss des Río Adaja im Valle de Amblés in der spanischen Provinz Ávila in der Autonomen Region Kastilien-León.

## Verlauf
Die Quelle des Río Fortes (hier noch Río Mayor genannt) befindet sich auf der Nordseite des Iberischen Scheidegebirges (Sierra de la Paramera). Sein Weg führt zunächst nordwärts; beim Ort Ríofrio wendet er sich nach Westen um bei Mironcillo erneut eine nördliche Richtung einzuschlagen, die er bis zu seiner Einmündung in den Río Adaja beibehält.

## Nebenflüsse
Nach der Schneeschmelze und nach Starkregenfällen münden zahlreiche Bäche (arroyos) in den Río Mayor bzw. in den Río Fortes; die meisten davon führen jedoch im Sommer und Herbst kein Wasser mehr.

## Ökosystem
Aufgrund der geringen Besiedlung und einer entsprechend geringen landwirtschaftlichen Nutzung des Valle de Amblés sind der Río Fortes und seine Nebenflüsse nur gering belastet.

## Sehenswürdigkeiten
Die Kirchen der Orte Ríofrio und Mironcello sind die einzigen Sehenswürdigkeiten an seinen Ufern.